# Molí Boixadera
El Molí Boixadera és un molí de Mont-roig, al municipi dels Plans de Sió (Segarra), inclòs a l'Inventari del Patrimoni Arquitectònic de Catalunya.

## Descripció
És un antic molí fariner actualment en desús, al qual durant el segle XX es va adossar un habitatge.
Pel que fa a l'estructura originària, presenta planta baixa i dues plantes superiors, realitzat amb paredat i arrebossat. A la planta baixa era on estava ubicat el molí, on encara es conserven algunes de les seves estructures originals, així a la part del davant hi trobem un gran arc de mig punt, mitjançant el qual s'accedia a l'interior del molí, mentre que a la part posterior es conserven altres estances, posteriorment utilitzades per usos ramaders, així com l'antiga estructura per recollir l'aigua del riu o séquia per fer funcionar el molí, o l'antiga estructura del celler, visible des de fora mitjançant un arc de mig punt ubicat a nivell del terra.
La primera planta era utilitzada com a habitatge, al qual s'accedia per una galeria situada damunt l'arc de mig punt que donava accés al molí, on es troba la porta d'accés i una finestra de mitjanes dimensions, amb un cos adossat posteriorment realitzat amb maó. La segona planta o golfes presenta petites obertures quadrangulars per il·luminar el seu interior.